# سیوداد ژاردین لوماس دل پالومار
سیوداد ژاردین لوماس دل پالومار (به اسپانیایی: Ciudad Jardín Lomas del Palomar) یک منطقهٔ مسکونی در آرژانتین است که در بخش ترس د فبررو واقع شده‌است. سیوداد ژاردین لوماس دل پالومار ۱۷٬۶۰۵ نفر جمعیت دارد و ۲۸ متر بالاتر از سطح دریا واقع شده‌است.